# Fenformina
La fenformina es un medicamento antidiabético de aplicación oral del tipo biguánido, la primera de su clase es ser utilizada como tratamiento de la diabetes mellitus tipo 2, también conocida como diabetes no insulinodependiente, y retirada del mercado en la mayoría de los países por razón de sus efectos colaterales, especialmente por el riesgo de producir acidosis láctica. Ello se debe a que la estructura lipofílica de la fenformina le concede una alta afinidad por las membranas de las mitocondrias, interfiriendo en la fosforilación oxidativa, conllevando a la acidosis láctica. Se ha comprobado que, cierto porcentaje de pacientes, presentaban un déficit hereditario para la hidroxilación de la fenformina, por lo que esta se acumulaba en plasma, aumentando en ellos el riesgo de acidosis láctica.
Al igual que la metformina, la fenformina conduce a pérdida de peso, un efecto deseado en pacientes con diabetes mellitus tipo 2 y por tal razón existe aún interés en su método de acción. No se han demostrado benefícios de protección con la fenformina en cuanto al desenvolvimiento de la DM2 en pacientes con intolerancia a la glucosa.